# NGC 1261
NGC 1261 ist die Bezeichnung eines Kugelsternhaufens im Sternbild Pendeluhr. Der Sternhaufen hat eine Helligkeit von 8,40 mag und einen Winkeldurchmesser von 6,8 Bogenminuten. 
Das Objekt wurde am 28. September 1826 vom schottischen Astronomen James Dunlop entdeckt.